# Sylvie Granger
Sylvie Granger (Lione, 1955 – Le Mans, 12 giugno 2022) è stata una storica francese, nota per i suoi lavori dedicati ai mestieri della musica e della danza nel 18º secolo.

## Biografia
Preparata sotto la direzione di Anne Fillon, la sua tesi dedicata alle professioni musicali nei paesi di Le Mans e Fléchois è stata discussa il 15 febbraio 1997. Nominata docente-ricercatrice (con lo status di PRAG) presso l'Università di Le Mans, è diventata poi docente nel 1998. Una delle originalità del suo insegnamento consiste in un corso dal titolo "Danza e Società dal 16º al 19º secolo", dedicata alla pratica delle danze antiche, basata su studi di testi e immagini. Sylvie Granger ha ricoperto questo incarico di insegnante-ricercatrice fino al suo ritiro dall'insegnamento alla fine del 2016. Ha poi continuato la sua attività di ricercatrice.  È stata componmente del laboratorio Temos.
Eletta consigliere comunale verde per la città di Le Mans nel marzo 2001, Sylvie Granger è stata per sette anni (2001-2008) delegata al patrimonio storico e alla lettura pubblica.
Sylvie Granger è morta il 12 giugno 2022 in seguito ad una lunga malattia.

## Opere
- Musiciens dans la ville, 1600-1850 (2002)[4][5]
- Journal d’un chanoine du Mans, Nepveu de La Manouillère, 1759-1807 (2013)
- Musiciennes en duo, Mères, filles, sœurs ou compagnes d’artistes (2015)[6]
- Femmes en Sarthe, Actrices de leur temps (2015)
- Hommes en Sarthe, Acteurs de leur temps (2015)
- Souvenirs d'un villageois du Maine, Louis Simon (1741-1820) (2016)
- Jardins d’émotions en Sarthe (2017)[7]
- Danser dans la France des Lumières (2019)[8]